# Naxi
Los naxi (chino: 纳西族; pinyin: Nàxī zú) son un grupo étnico que habita las laderas del Himalaya en la parte sudoeste de las provincias de Yunnan y Sichuan en la República Popular China. Se cree que son originarios del Tíbet y hasta hace poco aún mantenían relaciones comerciales con Lhasa y con India. Los naxi son uno de los 56 grupos étnicos reconocidos oficialmente por el gobierno chino.

## Historia

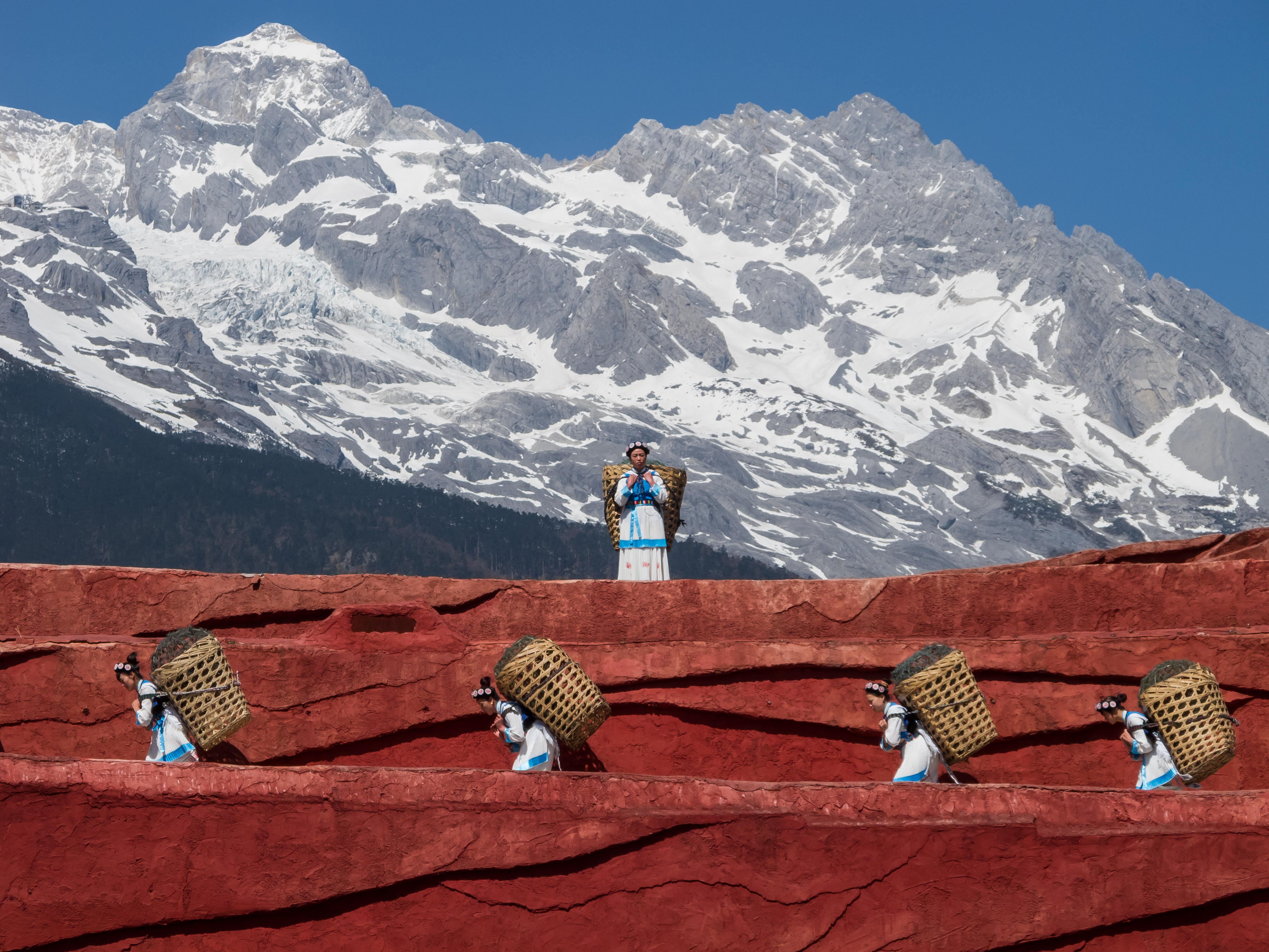
Vestimentas típicas en una obra teatral.

Se cree que los naxi son descendientes de nómadas qiang, un grupo étnico que habita las llanuras tibetanas desde la antigüedad. Durante las dinastías Sui y Tang, los naxi fueron conocidos como los mosha-yi o los moxie-yi. Sólo después de la llegada al poder del gobierno comunista, en 1949, empezaron a llamarse naxi, que significa «gente que trabaja las cosas negras de la nación».
Acosados con frecuencia por tribus vecinas, los primeros naxi se trasladaron desde el río Nujiang hasta Jinsha y luego hasta la actual provincia de Sichuan en China. Después de ser expulsados por otras tribus, se establecieron de forma definitiva en Baisha y Lijiang.
Los primeros naxi se dividieron en tres grupos. Uno de ellos, conocidos como los naxi, permanecieron en Baisha; los que se trasladaron a Dali son conocidos como bai; y los que viven cerca del lago Luku son los mosuo. Hoy en día los tres grupos siguen compartiendo costumbres similares.
Entre los siglos X y XIII, la producción agrícola en Lijiang sufrió notables cambios; la agricultura substituyó a la ganadería como principal ocupación. Los productos agrícolas, la artesanía, minería y ganadería llevaron a una prosperidad considerable y, durante estos periodos, el número de poseedores de esclavos en la zona de Ninglang, Lijiang y Weixi aumentó de forma considerable. El budismo tibetano se extendió entre los naxi desde el siglo XIV en adelante.
En 1278, la dinastía Yuan estableció la prefectura de Lijiang que representaba a la corte imperial en Yunnan. Un jefe, Mude, fue designado como el jefe heredero de esta prefactura, ejerciendo el control sobre los naxi y otros grupos étnicos durante la dinastía Ming. El jefe se encargaba de cobrar los impuestos y tributos que llegaban hasta la corte en forma de plata o grano. En 1723 los jefes locales fueron sustituidos por oficiales de la corte. 
La antigua ciudad de Lijiang se ha convertido hoy en día en un punto de atracción para el turismo. Muchos de los naxi se dedican ahora a regentar tiendas de artículos destinados a los turistas o a servir el pan tradicional naxi (baba).

## Cultura

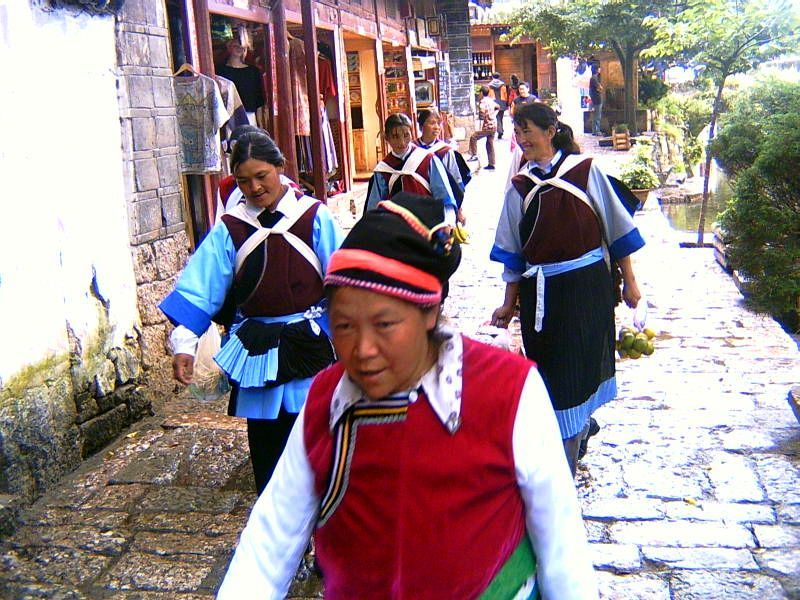
Mujeres naxi en Lijiang.

La cultura naxi es una mezcla de influencias de la cultura tibetana y de la cultura han china con algunos aportes indígenas.

### Música
La música naxi tiene una antigüedad de más de 500 años. Con su mezcla de letras literarias, tópicos poéticos y estilos musicales de la época de las dinastías Tang, Song y Yuan así como las influencias tibetanas, ha desarrollado su propio estilo y características. Hay tres estilos musicales principales: baisha, dongjing y huangjing; todos ellos utilizan instrumentos tradicionales chinos.
El origen de la música baisha recae en un regalo del primer emperador de la dinastía Yuan, Kublai Kan. Después de su expedición a Dali, tuvo problemas para cruzar el río de la arena sagrada y recibió ayuda de Mailiang, el jefe de los naxi. Para demostrar su agradecimiento, Kublai Khan dejó la mitad de su banda de música como un regalo para el jefe. La música baisha posee formas de música clásica orquestral. Tiene 21 tonadas, conocidas localmente como qupai.
Taoísta es su origen y fusionada con algunos elementos indígenas, la música Dongjing fue introducida a los naxi desde las llanuras centrales durante las dinastías Ming y Qing y es en la actualidad la forma musical mejor preservada de China. Este estilo musical estaba reservado originareamente a los nobles.

### Arquitectura
Con algunos elementos arquitectónicos de los estilos han y tibetanos, las casas de los naxi están construidas con un estilo único, con un patio central con cinco claraboyas, con una apariencia simple pero con modelos elaborados en las puertas y ventanas. 
Los templos, aunque tienen una apariencia simple desde el exterior, están decorados en su interior con tallas en los arcos y en los dioses. La decoración incluye descripciones de episodios épicos, guerreros, animales, pájaros y flores. Las pinturas murales describen los dioses dongba y tienen un marcado estilo tibetano.

### Costumbres
La cremación de los cadáveres ha sido una tradición desde tiempos remotos entre los naxi aunque durante la dinastía Qing se adoptó también la costumbre de los entierros. Durante las ceremonias funerarias se recitan textos religiosos para expiar los pecados del difunto.
Entre los naxi que habitan la zona de Yongning en Yunnan y Yanyuan en Sichuan existen remanentes de una estructura matriarcal, presente hasta los inicios de la reforma democrática, momento en que cambió a una estructura patriarcal. Como cabezas de familia, las mujeres eran la principal fuerza de trabajo.

### Vestimenta
Las mujeres naxi utilizan vestidos anchos acompañados de chaquetas y pantalones largos, atados con cinturones ricamente decorados. Utilizan también una zamarra colgada sobre el hombro. En el condado de Ningland, las mujeres utilizan chaquetas cortas y faldas que llegan hasta el suelo; alrededor de sus cabezas colocan grandes turbantes negros que acompañan con grandes pendientes de plata.
Los trajes masculinos son muy parecidos a los de los han. En la actualidad, las generaciones más jóvenes apenas utilizan los trajes tradicionales, solamente en actos culturales y ocasiones especiales.

## Religión
Los naxi son tradicionalmente seguidores de la religión dongba. Influenciados por la cultura han y tibetana, adoptaron el budismo tibetano, especialmente en el caso de los mosuo y, en menor grado, el taoísmo en el siglo X.
Las raíces de la religión dongba están en las creencias de la religión bön del Tíbet; la palabra dongba significa literalmente «hombre sabio» en la lengua naxi.
La religión dongba está basada en las relaciones entre el hombre y la naturaleza. En su mitología, «naturaleza» y «hombre» son medio hermanos de diferentes madres. Los habitantes de Shuming llaman al dios de la naturaleza «Shu» y practican el ritual Shu Gu para invocarlo.